# Titanato de estroncio
El titanato de estroncio es un óxido de estroncio y titanio cuya fórmula química es SrTiO3. A temperatura ambiente, es un material paraeléctrico centrosimétrico con estructura de perovskita. A bajas temperaturas se aproxima a una transición de fase ferroeléctrica con una constante dieléctrica muy grande ~104, pero sigue siendo paraeléctrico hasta las temperaturas más bajas medidas como resultado de fluctuaciones cuánticas, lo que lo convierte en un paraeléctrico cuántico.Durante mucho tiempo se pensó que era un material totalmente artificial, hasta que en 1982 su homólogo natural -descubierto en Siberia y denominado tausonita- fue reconocido por la IMA. La tausonita sigue siendo un mineral extremadamente raro en la naturaleza, ya que se presenta en cristales muy pequeños. Su aplicación más importante ha sido en su forma sintetizada, en la que se encuentra ocasionalmente como simulante del diamante, en óptica de precisión, en varistores y en cerámica avanzada.
El nombre de tausonita se debe a Lev Vladimirovich Tauson (1917-1989), geoquímico ruso. Los nombres comerciales en desuso del producto sintético incluyen mesotitanato de estroncio, Diagem y Marvelita. Este producto se comercializa actualmente para su uso en joyería con el nombre de Fabulita. Aparte de su localidad tipo del macizo de Murun en la república de Sajá, la tausonita natural también se encuentra en Cerro Sarambi, departamento de Concepción, Paraguay; y a lo largo del río Kotaki de Honshū, Japón.

## Propiedades

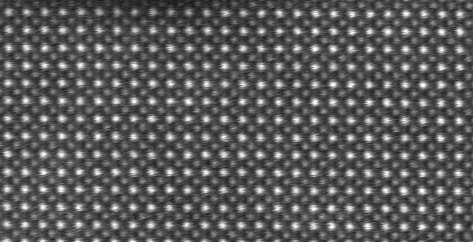
Imagen de resolución atómica de SrTiO_{3} adquirida con un microscopio electrónico de transmisión de barrido (STEM) y un detector de campo oscuro anular de alto ángulo (HAADF). Los puntos más brillantes son columnas de átomos que contienen Sr, y los más oscuros contienen Ti. Las columnas que sólo contienen átomos de O no son visibles.

El SrTiO3 tiene una banda prohibida indirecta de 3,25 eV y una directa de 3,75 eV en el rango típico de los semiconductores. El titanato de estroncio sintético tiene una constante dieléctrica muy grande (300) a temperatura ambiente y bajo campo eléctrico. Tiene una resistividad específica de más de 109 Ω-cm para cristales muy puros.También se utiliza en condensadores de alto voltaje. La introducción de portadores de carga móviles mediante dopaje conduce a un comportamiento metálico líquido de Fermi ya a densidades de portadores de carga muy bajas.A densidades de electrones elevadas, el titanato de estroncio se convierte en superconductor por debajo de 0,35 K y fue el primer aislante y óxido que se descubrió superconductor.
El titanato de estroncio es mucho más denso (gravedad específica 4,88 para el natural, 5,13 para el sintético) y mucho más blando (dureza Mohs 5,5 para el sintético, 6-6,5 para el natural) que el diamante. Su sistema cristalino es cúbico y su índice de refracción (2,410 - medido con luz de sodio, 589,3 nm) es casi idéntico al del diamante (2,417), pero la dispersión (propiedad óptica responsable del "fuego" de las piedras preciosas talladas) del titanato de estroncio es 4,3 veces superior a la del diamante, 0,190 (intervalo B-G). Esto da lugar a una impactante exhibición de fuego en comparación con el diamante y sus simulantes, como el YAG, el GAG, el GGG, la circonita cúbica y la moissanita.

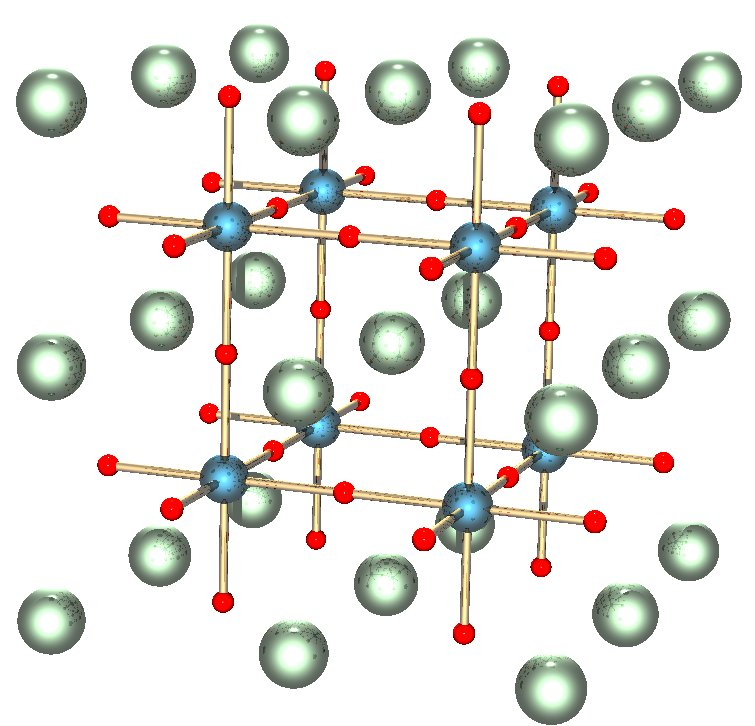
Estructura del SrTiO_{3}. Las esferas rojas son oxígenos, las azules cationes Ti^{4+} y las verdes Sr^{2+}.

Las sintéticas suelen ser transparentes e incoloras, pero pueden doparse con ciertas tierras raras o metales de transición para obtener rojos, amarillos, marrones y azules. La tausonita natural suele ser de translúcida a opaca, en tonos de marrón rojizo, rojo oscuro o gris. Ambas tienen un brillo adamantino (similar al diamante). El titanato de estroncio se considera extremadamente quebradizo con una fractura concoidea; el material natural es de hábito cúbico u octaédrico y presenta vetas marrones. A través de un espectroscopio manual (visión directa), los sintéticos dopados mostrarán un rico espectro de absorción típico de las piedras dopadas. El material sintético tiene un punto de fusión de unos 2080 °C (3776 °F) y es fácilmente atacado por el ácido fluorhídrico. Bajo una presión parcial de oxígeno extremadamente baja, el titanato de estroncio se descompone por sublimación incongruente del estroncio muy por debajo de la temperatura de fusión.
A temperaturas inferiores a 105 K, su estructura cúbica se transforma en tetragonal. Sus monocristales pueden utilizarse como ventanas ópticas y blancos de deposición por pulverización catódica de alta calidad.
Sustratos de monocristal de titanato de estroncio (5x5x0,5 mm). El sustrato transparente (izquierda) es SrTiO3 puro y el sustrato negro está dopado con 0,5% (peso) de niobio.
El SrTiO3 es un sustrato excelente para el crecimiento epitaxial de superconductores de alta temperatura y muchas películas finas basadas en óxidos. Es especialmente conocido como sustrato para el crecimiento de la interfase lantano-aluminato-titanato de estroncio. El titanato de estroncio dopado con niobio lo hace conductor de la electricidad, siendo uno de los únicos sustratos monocristalinos conductores disponibles en el mercado para el crecimiento de óxidos de perovskita. Su parámetro de red de 3,905Å lo hace adecuado como sustrato para el crecimiento de muchos otros óxidos, como las manganitas de tierras raras, los titanatos, el aluminato de lantano (LaAlO3), el rutenato de estroncio (SrRuO3) y muchos otros. Las vacantes de oxígeno son bastante comunes en los cristales y las películas finas de SrTiO3. Las vacantes de oxígeno inducen electrones libres en la banda de conducción del material, haciéndolo más conductor y opaco. Estas vacantes pueden deberse a la exposición a condiciones reductoras, como el alto vacío a temperaturas elevadas.

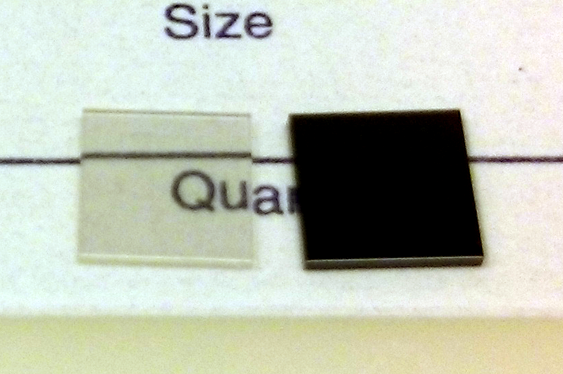
Sustratos de monocristal de titanato de estroncio (5x5x0,5 mm). El sustrato transparente (izquierda) es SrTiO_{3} puro y el sustrato negro está dopado con 0,5% (peso) de niobio.

Las capas epitaxiales de SrTiO3 de alta calidad también pueden crecer sobre silicio sin formar dióxido de silicio, lo que convierte al SrTiO3 en un material dieléctrico de puerta alternativo. Esto también permite la integración de otros óxidos de perovskita de película fina sobre silicio.
Se ha demostrado que el SrTiO3 posee una fotoconductividad persistente en la que la exposición del cristal a la luz aumenta su conductividad eléctrica en más de 2 órdenes de magnitud. Después de apagar la luz, la conductividad mejorada persiste durante varios días, con un decaimiento insignificante.
Debido a la importante conducción iónica y electrónica del SrTiO3, es potente para ser utilizado como conductor mixto.

## Uso como simulante del diamante
Su estructura cúbica y su alta dispersión hicieron del titanato de estroncio sintético un candidato ideal para simular el diamante. A partir de 1955, se fabricaron grandes cantidades de titanato de estroncio con este único fin. El titanato de estroncio competía entonces con el rutilo sintético ("titania") y tenía la ventaja de carecer del desafortunado tinte amarillo y la fuerte birrefringencia inherentes a este último material. Aunque era más blando, se parecía mucho más al diamante. Con el tiempo, sin embargo, ambos caerían en desuso, eclipsados por la creación de "mejores" simulantes: primero el granate de itrio y aluminio (YAG), poco después el granate de gadolinio y galio (GGG) y, por último, el simulante definitivo (hasta la fecha) en cuanto a similitud con el diamante y rentabilidad, el circonio cúbico.
A pesar de estar pasado de moda, el titanato de estroncio se sigue fabricando y se encuentra periódicamente en joyería. Es uno de los simulantes de diamante más caros y, debido a su rareza, los coleccionistas pueden pagar una prima por ejemplares grandes, es decir, de más de 2 quilates (400 mg). Como simulante de diamante, el titanato de estroncio es más engañoso cuando se mezcla con piedras de <0,20 quilates (40 mg) y cuando se utiliza como material de base para una piedra compuesta o doblete (con, por ejemplo, corindón sintético como corona o parte superior de la piedra). Al microscopio, los gemólogos distinguen el titanato de estroncio del diamante por la blandura del primero -manifestada por las abrasiones superficiales- y el exceso de dispersión (para el ojo experto), así como por las ocasionales burbujas de gas que son restos de la síntesis. Los dobletes pueden detectarse por una línea de unión en la faja ("cintura" de la piedra) y burbujas de aire aplanadas o pegamento visibles dentro de la piedra en el punto de unión.

## Uso en generadores termoeléctricos de radioisótopos
Debido a su elevado punto de fusión y a su insolubilidad en agua, el titanato de estroncio se ha utilizado como material que contiene estroncio-90 en generadores termoeléctricos de radioisótopos (RTG), como las series estadounidense Sentinel y soviética Beta-M.Como el estroncio-90 tiene un alto rendimiento de productos de fisión y se extrae fácilmente del combustible nuclear gastado, los RTG basados en Sr-90 pueden producirse, en principio, de forma más barata que los basados en plutonio-238 u otros radionucleidos que deben producirse en instalaciones especializadas. Sin embargo, debido a su menor densidad de potencia (~0,45 W térmicos por gramo de titanato de estroncio-90) y vida media, las aplicaciones espaciales, que dan especial importancia al bajo peso, la alta fiabilidad y la longevidad, prefieren el plutonio-238. Mientras tanto, las aplicaciones terrestres de RTG fuera de la red se han ido eliminando progresivamente debido a la preocupación por las fuentes huérfanas y a la disminución del precio y la creciente disponibilidad de paneles solares, pequeñas turbinas eólicas, almacenamiento en baterías químicas y otras soluciones energéticas fuera de la red.

## Uso en pilas de combustible de óxido sólido
La conductividad mixta del titanato de estroncio ha llamado la atención para su uso en pilas de combustible de óxido sólido (SOFC). Presenta una conductividad tanto electrónica como iónica que resulta útil para los electrodos de las pilas de combustible de óxido sólido, ya que se produce un intercambio de iones de gas y oxígeno en el material y de electrones a ambos lados de la pila.
{\displaystyle {\ce {H2 + O^2- -> H2O + 2e-}}}     (ánodo)
{\displaystyle {\ce {1/2O2 + 2e- -> O^2-}}}     (cátodo)
El titanato de estroncio se dopa con distintos materiales para utilizarlo en diferentes lados de una pila de combustible. En el lado del combustible (ánodo), donde se produce la primera reacción, se suele dopar con lantano para formar titanato de estroncio dopado con lantano (LST). En este caso, el sitio A, o posición de la celda unitaria en la que se suele situar el estroncio, se rellena a veces con lantano, lo que hace que el material presente propiedades semiconductoras de tipo n, incluida la conductividad electrónica. También presenta conducción de iones de oxígeno debido a la tolerancia de la estructura perovskita a las vacantes de oxígeno. Este material tiene un coeficiente de dilatación térmica similar al del electrolito común de circonio estabilizado con itrio (YSZ), estabilidad química durante las reacciones que se producen en los electrodos de las pilas de combustible y una conductividad electrónica de hasta 360 S/cm en condiciones de funcionamiento de las SOFC. Otra ventaja clave de estos LST es su resistencia al envenenamiento por azufre, que es un problema con los ánodos cerámicos (cermet) de níquel utilizados actualmente.
Otro compuesto relacionado es la ferrita de estroncio y titanio (STF), que se utiliza como material catódico (del lado del oxígeno) en las pilas de combustible SOFC. Este material también presenta una conductividad iónica y electrónica mixta, lo que es importante porque significa que la reacción de reducción que se produce en el cátodo puede tener lugar en un área más amplia. Partiendo de este material y añadiendo cobalto en el sitio B (en sustitución del titanio), así como hierro, tenemos el material STFC, o STF sustituido por cobalto, que muestra una notable estabilidad como material de cátodo, así como una menor resistencia a la polarización que otros materiales de cátodo comunes, como la ferrita de lantano, estroncio y cobalto. Estos cátodos también tienen la ventaja de no contener metales de tierras raras, lo que los hace más baratos que muchas de las alternativas.